# 1503 en science
| Années de la science : 1500 - 1501 - 1502 - 1503 - 1504 - 1505 - 1506    |
| Décennies de la science : 1470 - 1480 - 1490 - 1500 - 1510 - 1520 - 1530 |

Cet article présente les faits marquants de l'année 1503 en science.

## Événements
- 28 avril : l'usage des arquebuses aide les Espagnols à défaire les Français en Italie lors de la bataille de Cérignole[1].
- 26 juillet : Léonard de Vinci est chargé par la seigneurie de Florence d'étudier le contournement de l'Arno en amont de Pise[2].

## Publications
- Charles de Bovelles : Geometrica introductionis libri sex, 1503.

## Naissances

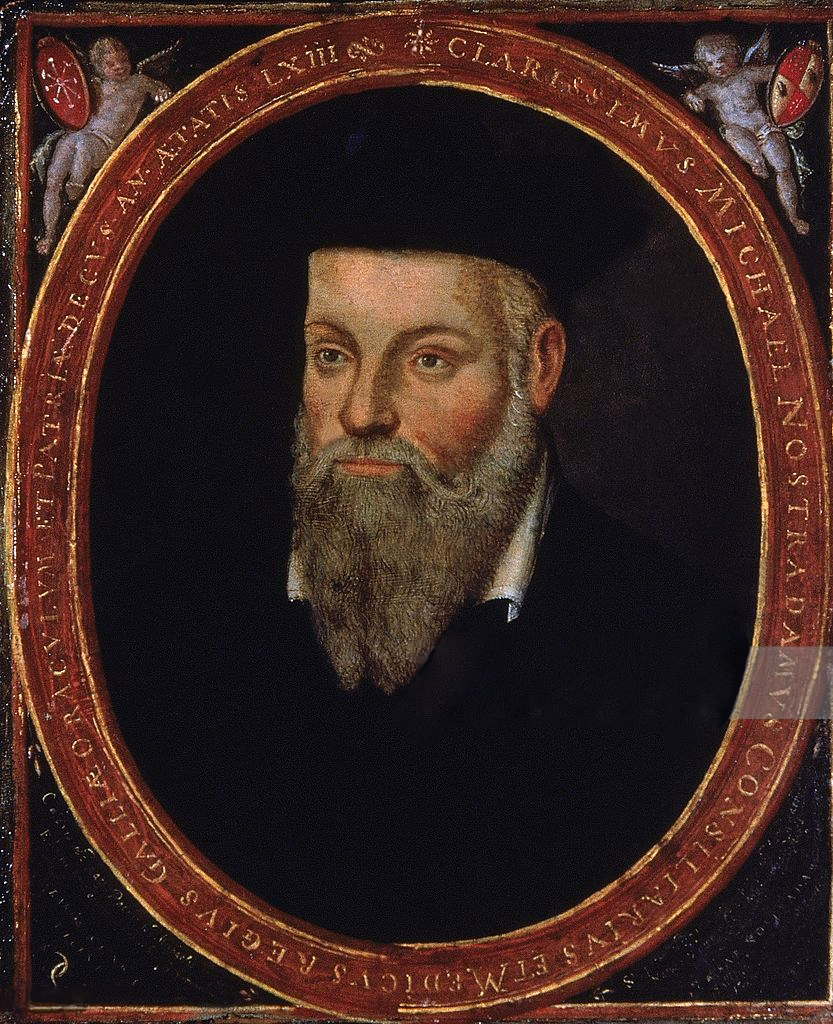
Nostradamus

- 14 décembre : Nostradamus, (mort en 1566), apothicaire et astrologue français.
- Pedro de Campaña (mort en 1580), peintre, architecte, sculpteur et mathématicien belge.

## Décès
- Vers 1503 : Peter Schöffer (né vers 1425), typographe-imprimeur allemand qui perfectionna la presse typographique.